# If Life Were a Result, We'd All Be Dead
If Life Were a Result, We'd All Be Dead is het vijfde en laatste studioalbum van de Canadese punkband d.b.s. Het album werd uitgegeven via Crap Records in februari 2000. Het album werd echter opgenomen in 1997, vóór de opnamesessies voor het voorgaande studioalbum Some Boys Got It, Most Men Don't uit 1999. Het was de bedoeling dat de nummers op verschillende singles uitgebracht zouden worden, maar dit plan werd niet uitgevoerd. Op 27 februari 2014 werd het album in de vorm van een muziekdownload heruitgegeven door de band zelf via Bandcamp.

## Nummers
Track 3, 6 en 8 zijn eerder uitgegeven op de single "When The Meek Get Pinched The Bold Survive" uit 1998. Tracks 4 en 6 zijn ook te horen op het eerder uitgegeven splitalbum d.b.s/The Cost uit 1999. 
1. "Will You Accept the Charges?" - 3:21
2. "Galleon's Lap" - 2:51
3. "The Ethics of Camping" - 2:42
4. "Tsawwassen" - 2:25
5. "Scavenger Hunt" - 3:49
6. "Immovable Stones" - 2:26
7. "The Night She Left" - 3:53
8. "Mayday" - 3:09
9. "Dogma Schmogma" - 3:41

## Band
- Andy Dixon - gitaar, achtergrondzang
- Jesse Gander - zang
- Paul Patko - drums, achtergrondzang
- Dhani Borges - basgitaar